# Gampong Sukajadi
Gampong Sukajadi is een bestuurslaag in het regentschap Aceh Tamiang van de provincie Atjeh, Indonesië. Gampong Sukajadi telt 1112 inwoners (volkstelling 2010).